# Правовой режим конопли
Правовой режим конопли как наркотического вещества во многих странах мира основывается на законах, регулирующих его выращивание, транспортировку, продажу и использование. Основная причина правового регулирования в том, что конопля содержит психоактивные вещества и используется для приготовления наркотиков, таких как сенсимилья и гашиш. Части растения конопли, не содержащие психоактивных веществ (например, волокна и семена), легальны во многих странах, и эти страны могут выдавать лицензию на производство продуктов из конопли.
Проводятся исследования медицинских последствий от легализации каннабиса.

## Правовой режим в разных странах
Конопля, содержащая психоактивные вещества (тетрагидроканнабинол), так же, как наркотики из неё, имеют в разных странах различный правовой статус: от полного запрета до полной легализации или позволения выращивать определённое количество и/или приобретать небольшие дозы для личного употребления.

### Германия
26 октября 2022 года правительство Германии согласовало план легализации марихуаны. С 2024 года взрослые смогут легально использовать каннабис не только в медицинских, но и рекреационных целях.
В Германии 1 апреля 2024 года, вступил в силу закон, частично легализирующий потребление каннабиса. Каннабис будет исключен из списка запрещенных веществ в законе о наркотиках Германии, и взрослым будет разрешено хранить и выращивать для себя определенное количество. Совершеннолетним будет разрешено иметь с собой 25 граммов каннабиса — либо марихуаны, либо гашиша в чистом виде, или же до 50 грамм дома.
Кроме того, будет разрешено выращивать для личных целей на своем частном огороде до трех кустов конопли. Правда, для этого надо прежде объединиться с другими садоводами в своего рода «клуб любителей каннабиса» и получить разрешение местных властей — и на разведение конопли, и на хранение самого наркотика. Клубы будут организованы по принципу товарищества или кооператива, не ориентированных на извлечение прибыли. То есть, члены такого союза фактически будут покупать коноплю или гашиш сами у себя — максимум 50 граммов на члена клуба в месяц.
Можно курить каннабис в общественных местах, однако запрещено его употребление в радиусе 200 метров от входа в школы, детские сады, игровые площадки, молодежные и спортивные учреждения. Запрещено употреблять марихуану, находясь за рулем транспортного средства.

### Канада
19 июня 2018 года в Канаде был принят закон, разрешающий употребление марихуаны на всей территории страны. В соответствии с новым законом, начиная с 17 октября 2018 года, жителям страны разрешается приобретать и употреблять марихуану. Местным властям было дано до 12 недель на то, чтобы установить правила и условия продажи каннабиса на своей территории. Глобально, взрослым гражданам разрешено иметь при себе до 30 граммов высушенной марихуаны.
Канада стала первой страной «Большой семерки», полностью легализовавшей употребление каннабиса в рекреационных целях на всей территории страны.

#### Провинциальные поправки
В провинции Квебек с момента легализации марихуаны поэтапно были введены более жёсткие меры:
- Запрещено выращивание конопли для рекреационных целей (вся рекреационная конопля должна быть закуплена из других провинций);
- Запрещены продажа, употребление и владение коноплёй (а также всеми её производными) лицам, не достигшим 21 года;

### Северная Македония
Конопля в Северной Македонии легальна для медицинского использования, однако запрещена для рекреационных целей и незаконного оборота. 9 февраля 2016 года Комитет здравоохранения парламента Македонии дал своё согласие на легализацию медицинской марихуаны. Начиная с июня 2016 года пациентам без рецепта было разрешено покупать масло с 0,2 % каннабиноидов или менее, более концентрированные формы требуют рецепта. В Македонии выращивается лишь небольшое количество каннабиса, поскольку качество и цена конопли в соседней Албании выше. Конопля, завезённая в Македонию из Албании, в основном переправляется контрабандой албанской мафией.

### Россия
В России действует закон «О наркотических средствах и психотропных веществах». Также наркотических средств касаются статьи 228—233 Уголовного кодекса РФ. В России марихуана относится к I списку запрещённых веществ (вещества, изъятые из гражданского оборота без исключений).
В соответствии с действующим законодательством преступлением могут быть приобретение, хранение, перевозка, изготовление, переработка наркотических веществ без цели сбыта. Решающим фактором является размер — незаконным является размер, начиная с т. н. «значительного размера» (до 1 января 2013 г. — крупного размера). Значительный размер утверждается Правительством РФ и с 1 января 2013 г. составляет 6 граммов (после высушивания до постоянной массы при температуре от +110 до +115 °C) для марихуаны (каннабиса) и 2 г для гашиша. До 7 февраля 2006 года имелось также понятие средней «дозы», а крупный размер был равен 20 граммам («средняя доза» 2 г, умноженная на 10).
Употребление веществ на базе конопли по назначению врача не является уголовным правонарушением если состав ТГК не превышает 4 % от назначенной дозы. Однако лицо, занимающееся производством, сбытом, пересылкой наркотических веществ, а также склоняющее к употреблению других, подлежит уголовной ответственности. Безвозмездная передача (дарение) также является сбытом.
Употребление наркотических средств без назначения врача в Российский Федерации наказывается штрафом или административным арестом (ст. 6.9 КоАП), аналогично посеву и культивации более 20 растений конопли.
В апреле 2018 года власти Санкт-Петербурга впервые согласовали марш за легализацию марихуаны, однако впоследствии согласование было отменено.
25 января 2019 года Минздравом РФ было предложено внести поправки к постановлению Правительства Российской Федерации от 22 июня 2009 г. № 508 «Об утверждении государственных квот, в пределах которых ежегодно осуществляются производство, хранение и ввоз (вывоз) наркотических средств и психотропных веществ» в части установления государственных квот на наркотические средства гашиш (анаша, смола каннабиса), каннабис (марихуана), масло каннабиса (гашишное масло)", а именно: установить размер квот до 50 г гашишного масла, 300 г гашиша и 1,1 кг марихуаны для ввоза на территорию страны и дальнейшем проведении «научных исследований и испытаний, в том числе по изучению наркоманического потенциала». Данный законопроект также предусматривал легализацию конопли в медицинских целях, но не был принят к сведению и не попал во второе чтение.

### США
На июнь 2023 года 38 штатов США (Алабама, Аляска, Аризона, Арканзас, Калифорния, Колорадо, Коннектикут, Делавэр, Округ Колумбия, Флорида, Гавайи, Иллинойс, Луизиана, Мэн, Мэриленд, Массачусетс, Мичиган, Миннесота, Миссисипи, Миссури, Монтана, Невада, Нью-Гэмпшир, Нью-Джерси, Нью-Мексико, Нью-Йорк, Северная Дакота, Огайо, Оклахома, Орегон, Пенсильвания, Род-Айленд, Южная Дакота, Юта, Вермонт, Вирджиния, Вашингтон, Западная Вирджиния) разрешили использовать марихуану в лечебных целях. На начало ноября 2020 года полностью легализовали как медицинское, так и рекреационное использование конопли следующие штаты и территории США: Аляска, Аризона, Вашингтон, Калифорния, Колорадо, Массачусетс, Вермонт, Монтана, Мэн, Невада, Нью-Джерси, Мичиган, Орегон, округ Колумбия, Южная Дакота, Нью-Йорк. При этом по федеральному законодательству марихуана относится к запрещённым веществам. Таким образом, использование марихуаны запрещено в тех штатах и территориях США, где пока не приняты законы о легализации.
По оценкам Arcview Market Research и BDS Analytics Nationally, — компаний, проводящих мониторинг рынка каннабиса, — к 2024 году медицинское использование будет легализовано по всей стране, а рекреационное в примерно половине штатов.
История вопроса
В январе 2014 года, по результатам референдума, штат Колорадо полностью легализовал каннабис как для медицинских, так и для рекреационных целей. Прогнозируемый объём сбыта за 2014 составляет около 1 миллиарда долл. США. Согласно новому закону, каннабис будет продаваться по тем же нормам, что и алкоголь, и облагаться таким же налогом. См. также ниже.
В ноябре 2016 года жители ещё четырёх североамериканских штатов — Калифорнии, Массачусетса, Невады и Мэна — проголосовали за легализацию марихуаны в рекреационных целях. Положительные результаты голосования в Калифорнии — самом густонаселённом штате США, в котором проживает 12 % всего населения страны — даёт надежду сторонникам легализации марихуаны на то, что правительство Соединённых Штатов будет вынуждено начать шаги по её легализации на федеральном уровне.
Сразу после вступления в силу закона о легализации в штате Невада (1 июля 2017 г.) ажиотажный спрос на коноплю превзошел все ожидания поставщиков. Налоговое управление штата объявило чрезвычайное положение (statement of emergency) для принятия особых мер по развитию розничной сети продаж марихуаны и облегчения порядка регистрации последних. По оценкам ассоциации по распространению марихуаны, за первые четыре дня свободной торговли объём продаж в Неваде составил $3 млн, а объём налоговых поступлений — $1 млн.
С 1 января 2018 года в крупнейшем штате США — Калифорнии вступил в силу закон о легализации употребления марихуаны в рекреационных целях. Закон разрешает гражданам старше 21 года иметь при себе до 31 г (1 унция) марихуаны, а также выращивать до шести растений конопли в домашних условиях. Употребление марихуаны в общественных местах запрещено.
3 ноября 2020 года по итогам голосования на территории ещё 4 штатов — Аризоны, Монтаны, Нью-Джерси и Южной Дакоты- легализовано рекреационное использования марихуаны.
Согласно социологическим опросам, количество сторонников свободной торговли марихуаной составляла в 2016 году примерно 60 % населения США, и эта цифра постоянно увеличивается.
В настоящее время можно купить марихуану в следующих штатах: Колорадо, Вашингтон, Аляска, Орегон, округе Колумбия, Калифорния, Мэн, Массачусетс, Невада, Мичиган, Вермонт, Гуаме, Иллинойсе, Аризоне, Монтане, Нью-Джерси, Нью-Йорке, Вирджинии, Нью-Мексико, Коннектикуте, Род-Айленде, Мэриленде, Миссури и Делавэре.
17 июня 2024 года губернатор шт. Мериленд Уэс Мур помиловал более 100 тыс. человек, осужденных за использование и хранение марихуаны.

### Таиланд
В Таиланде хранение, выращивание, употребление и транспортировка конопли законны с 9 июня 2022 года. До 9 июня 2022 года эти действия могли привести к наказанию в виде тюремного заключения и/или штрафа.

### Украина
В настоящее время на Украине можно употреблять в медицинских целях следующие препараты на основе конопли:
- Набилон — синтетический каннабиноид с терапевтическим применением в качестве противорвотного средства и в качестве вспомогательного анальгетика при нейропатической боли (отпускается исключительно по рецепту врача);
- Набиксимолс — пероральный спрей для облегчения боли и спазмов, связанных с рассеянным склерозом. Отличается от других каннабиноидосодержащих препаратов тем, что содержащиеся в нём ТГК и КБД не синтетические изомеры, а натурального происхождения.

21 декабря 2023 года Верховная рада во втором чтении приняла законопроект № 7457 о легализации медицинского каннабиса.
24 мая 2024 года Кабинет Министров Украины принял постановление, предусматривающее изменения в перечне наркотических средств, психотропных веществ и прекурсоров и использование их в определенных целях и отраслях, изъяв каннабис, его смолу, экстракты и настойки из него. Также из этого перечня изъяли тетрагидроканнабиол — главный психоактивный компонент каннабиса. Его добавили в список растений, содержащих наркотические средства и психотропные вещества, обращение которых допускается для использования в учебных целях, образовательной, научной и научно-технической деятельности, в производстве наркотических средств, психотропных веществ и лекарственных средств для дальнейшего применения в медицинской практике.
Постановление разрешает культивирование растений рода конопли для промышленных целей (за исключением производства и/или изготовления наркотических средств и психотропных веществ). Условие, при котором такое культивирование разрешено — использование семян, собранных из сортов растений, в высушенной соломе которых предельно допустимое содержание концентрации тетрагидроканнабинола не превышает 0,2 %", — рассказали в министерстве.
С 16 февраля 2027 года предельно допустимое содержание концентрации тетрагидроканнабинола в высушенной соломе конопли для промышленных целей не должно превышать 0,3 %, добавили в Минздраве. Принятый документ вступает в силу 16 августа 2024 года.

### Уругвай
Уругвай стал первой страной в мире, которая полностью легализовала марихуану. 10 декабря 2013 года Сенат Уругвая одобрил законопроект, полностью декриминализирующий выращивание, продажу, покупку и использование марихуаны. Этому предшествовало одобрение этого закона нижней палатой парламента Уругвая в конце 2012 года. На продажу каннабиса введена государственная монополия. Покупать его смогут только лица старше 18 лет, предварительно зарегистрировавшиеся в специальной базе данных. Они смогут приобретать до 40 грамм марихуаны в месяц в аптеках, обладающих специальной лицензией, или выращивать до шести кустов растения у себя дома. Президент Уругвая Хосе Мухика также поддержал этот закон. Он считает, что закон лишит доходов наркоторговцев, а потребление тяжёлых наркотиков сократится.
В мае 2014 года был опубликован проект закона, регулирующего продажу конопли населению. Согласно проекту, розничная цена марихуаны в лицензированных аптеках не должна превышать $1 за грамм. Британский еженедельник The Economist высоко оценил действия уругвайского правительства:

Это действительно разумное новшество, которое выдавливает [с рынка] криминал и позволяет правительству сосредоточиться на борьбе с более серьёзными преступлениями. Если этому примеру последуют другие страны и легализация коснется также и других наркотиков, то ущерб, который наркотики наносят миру, будет радикально уменьшен.
Оригинальный текст (англ.)This is a change so obviously sensible, squeezing out the crooks and allowing the authorities to concentrate on graver crimes <…> If others followed suit, and other narcotics were included, the damage such drugs wreak on the world would be drastically reduced.

## Частичная легализация
Среди стран, в которых возможен ограниченный оборот марихуаны, — Нидерланды (см. также: Опиумный закон, кофешоп), Северная Корея, Чехия, Грузия, штаты США Колорадо, Вашингтон, Орегон и Аляска, Испания, Португалия, Австрия, Австралия. В одном из районов Копенгагена марихуана и гашиш легко доступны в продаже, хоть и запрещены датским законодательством. С 1 апреля 2019 года в Израиле вступил в силу закон, который частично декриминализирует употребление марихуаны. Согласно новым правилам, 10 граммов конопли теперь разрешается хранить дома, однако запрещено употреблять на улице.
Медицинское употребление марихуаны разрешено в Хорватии, Израиле, Польше, Финляндии, Греции и 25 штатах США.

## История запрета
Одним из первых инициаторов запрета конопли в начале XX века в США выступили главы лесоперерабатывающих предприятий из-за того, что бумагу из конопли делать намного дешевле, чем из дерева, так как конопля — растение однолетнее, и количество получаемых с одного гектара в год волокон значительно превышает такой же показатель у леса. Сейчас выгоднее вырубать уже выросшие леса, чем возделывать коноплю, что вызывает опасения по поводу наносимого окружающей среде вреда. Но из-за нелегального статуса ТГК-содержащих сортов сильно ужесточено лицензирование и проводятся постоянные проверки, что мешает подобным предприятиям быть конкурентоспособными.
В 1938 году, несмотря на протесты многих медиков, Cannabis был изъят из употребления в США. Произошло это в результате широкомасштабной антиконопляной кампании, предпринятой Уильямом Рэндольфом Херстом и фармацевтической корпорацией «Дюпон». Последняя выступала с позиции бизнеса, так как запатентовать можно только лекарство, патент на коноплю получить невозможно.
30 марта 1961 года Организацией Объединённых Наций была принята «Единая конвенция о наркотических средствах», в результате чего «каннабис, смола каннабиса, и экстракты и настойки каннабиса» были включены в Список I перечня наркотических средств. Конвенция обязала страны усилить контроль за культивированием каннабиса, рекомендовала странам полностью запретить его культивирование, накладывать арест и уничтожать незаконные посадки каннабиса. Конвенция планировала полностью прекратить использование каннабиса, кроме медицинских и научных целей, в течение 25 лет с момента подписания. Культивирование промышленных сортов каннабиса для производства волокна или семян и садоводства (пункт 28.2) не подпадало под действие конвенции.

### США
В США во второй половине XIX — начале XX веков продавались без ограничения препараты из конопли, применявшиеся для лечения мигрени, язвы желудка и прочих заболеваний. С психоактивными свойствами каннабиса американцы познакомились благодаря мексиканским иммигрантам. Особую популярность каннабис завоевал в среде джазовых музыкантов. В начале 1930-х гг. было проведено несколько крупных лоббистских кампаний, и конгрессом США в 1937 г., вопреки рекомендациям Американской медицинской ассоциации, был принят закон, облагавший торговлю марихуаной такими высокими налогами, что её использование фактически оказалось под запретом. Несмотря на попытки изменить правовой статус каннабиса, он наряду с тяжёлыми наркотиками и сильными галлюциногенами, включён в федеральный перечень опасных и терапевтически бесполезных веществ.

### СССР
Запрет на незаконный посев или выращивание индийской конопли был введён статьёй 225 Уголовного кодекса РСФСР 1960 года, при этом в общем объёме сельскохозяйственного производства конопля продолжала занимать значительное место. В последующих редакциях этой статьи также были запрещены к выращиванию южная маньчжурская, южная чуйская, южная архонская и южная краснодарская конопля. Кроме того, статьей 225.1 было запрещено любое незаконное выращивание конопли независимо от сортов.
14 декабря 1963 года «Единая конвенция о наркотических средствах 1961 года» была ратифицирована Президиумом Верховного Совета СССР с оговорками, сделанными во время подписания конвенции.

## Движения за легализацию
В США и других странах существуют организации, которые поддерживают идею легализации марихуаны. Одной из старейших является NORML (национальная организация за реформу законов о марихуане), основанная в 1970 году. Она выступает за отмену уголовного наказания за хранение и потребление марихуаны взрослыми людьми, в том числе, за её выращивание для собственного потребления. NORML способствовала проведению референдумов в нескольких штатах, в результате которых марихуана была декриминализована в этих штатах.
Другие группы, выступающие за легализацию или против преследования потребителей: CIRC во Франции, Але Ярок в Израиле
Law Enforcement Against Prohibition, Students for Sensible Drug Policy, Drug Policy Alliance, Marijuana Policy Project, Coalition for Rescheduling Cannabis.
На международном уровне за декриминализацию каннабиса выступает транснациональная радикальная партия, которая опубликовала петицию с призывом пересмотреть конвенции ООН. Сходная петиция была опубликована в России Радикальной партией.
В сентябре 2012 года Агентство по безопасности и развитию в области фармацевтики «Fimea» в Финляндии приняло решение о легализации медицинского каннабиса для облегчения боли у пациентов, страдающих рассеянным склерозом, так как его медицинское употребление неуклонно возрастало (в 2008—2010 годах было выдано около 10 разрешений, в 2011 году Fimea выдало 48 разрешений, а в 2012 — 62 разрешения) (недоступная ссылка). В ноябре 2012 года легализован для медицинского использования спрей, изготовленный на основе марихуаны. Препарат предназначен для больных, страдающих рассеянным склерозом, а также мышечными спазмами.

## Последствия легализации
Легализация каннабиса в Северной Америке, по-видимому, увеличила ежедневное употребление каннабиса, особенно сильнодействующих продуктов каннабиса и особенно среди молодых людей. Также сообщалось о сопутствующем росте числа людей с психическими расстройствами, самоубийств и госпитализаций. Легализация также увеличила налоговые поступления и в целом снизила количество арестов за хранение каннабиса. Также согласно Всемирному докладу о наркотиках 2022 года, незаконные рынки наркотиков могут оказывать локальное, общественное или индивидуальное воздействие на окружающую среду. Основные выводы включают в себя то, что углеродный след от выращивания каннабиса (конопли) в помещении в среднем в 16-100 раз больше, чем от выращивания каннабиса на открытом воздухе.
В рамках 17-летнего исследования, включавшего 13 588 681 человек (средний возраст 39,3 года, 50,1% мужчин), у 118 650 (0,9%) было зафиксировано расстройство, связанное с употреблением каннабиса. У 91 106 человек (0,7%) развилась шизофрения, причем среди лиц с каннабисом этот показатель составил 8,9% (10 583 из 118 650), а среди лиц без каннабиса – 0,6% (80 523 из 13 470 031). Доля случаев шизофрении, ассоциированных с каннабисом, увеличилась почти втрое с 3,7% до 10,3% в период либерализации каннабиса.